# ترشاله
ترشاله  (برگه) اصطلاحیست برای برگ زرد آلو خشک شده البته می‌توان از برگ قیسی هم آن‌را تهیه کرد.
روش کار بدین صورت است که زرد آلوهای سالم را نصف کرده و هستهٔ آنرا بیرون می کشند سپس درون سینی گذاشته و بر بالای بام خانه می گذارند تا خشک شود. در کاشان، شهرستان نطنز و... به وفور یافت میشود. 
با این روش شما می‌توانید براحتی در فصل زرد‌‌‌ آلو ترشاله درست کرده و در فصل پاییز و زمستان از خواص زرد آلو بهره مند شوید.  
ترشاله یا زردآلوی خشک را می توان به شکل خشک شده و یا بعد از خیس کردن در آب گرم به مدت حداقل ۲ ساعت استفاده کرد.